# Den vilde jagt
Den vilde jagt var en folkloristisk forestilling om et eller flere overnaturlige væsner, der i vildskab jagede enten over himmelen, over jorden eller i luften lige over den. Denne forestilling har været udbredt over hele Nord-, Vest- og Centraleuropa og havde dybe rødder i førkristne mytologier.
I den nordiske folklore optræder der flere steder en skikkelse, der er identisk med den guden Odin; i Sverige hed han Oden og i Jylland Wojens Jæger, Uons eller lignende. Også i andre germanske områder kan jægerens navn knyttes til Odin; fx Wuodan i Sydtyskland og Wuotis Heer i Schweitz. Mange steder afhænger jægerens identitet af lokale traditioner; han kan være en ukendt fortabt sjæl, eller en historisk og legendarisk figur som Valdemar Atterdag i Danmark og Didrik af Bern i Tyskland. I nogle fortællinger er jægeren alene, i andre kan han have et følge af dødninge, alfer (der ofte forbindes med de døde i nordeuropæisk folklore), dæmoner osv.
Selve jagten havde ligeledes forskellige navne i forskellige lande. Mange steder har det været udtryk, der kan oversættes med Den vilde jagt, mens lokale legender navngav den fx Perchta (Tyskland), Herlathing (England), Mesnee d'Hellequin (Nordfrankrig), Cŵn Annwn (Wales), Cain's Hunt, Ghost Riders (Nordamerika), Herod's Hunt, Gabriel's Hounds, og the devil's dandy dogs (Cornwall). Navnene Åsgårdsreien (Danmark), Asgardreia (Britiske øer) og Oskoreia (Norge) sagdes at stamme fra et norrønt udtryk *ásgoðreið, der betyder asegudsfølge. Det er imidlertid en fejl introduceret i 1844 af Andreas Faye og kendes ikke i gamle kilder. Navnet Oskoreia kommer af norrønt oskurligr (= farlig, fæl). Som de andre tidlige folkemindesamlere så han helst, at folkelige overleveringer stammer fra førkristen tid. Han mente, fænomenet var opkaldt efter Asgård, og at det var de gamle guder derfra, der viste sig.
Jagten blev normalt opdaget ved en voldsom larm uden der var noget at se. Og synet af den vilde jagt blev mange steder opfattet som et varsel om kommende ulykker, fx sygdom eller krig, eller om øjenvidnets snarlige død; man skulle derfor helst dække øjnene, når man hørte larmen. Dødelige, der kom i vejen for jagtselskabet, kunne også blive fanget og blive bragt til dødsriget. Nogle steder mente man, at folks sjæle kunne blive ført bort af følget, mens de sov.

## Oprindelse
I den ældre forskning blev jagten identificeret som en mytologisk forklaring på naturfænomener, primært stormvejr. Fx blev jagterne i reglen observeret om efteråret eller ved juletid, hvor de fleste storme forekom. De væsner, der fulgte med jagten, var de visne blade, der blev revet af træerne og ført bort. Senere begyndte forskerne at lægge større vægt på identifikationen af jagtens leder med Odin, og de mente, at disse forestillinger var spor af en sen ekstatisk Odin-kult i de germanske områder.
Et væsentligt element i forestillingerne om jagtselskabet har været dyr, særligt hunde. Derfor har vi i nyere tid i stedet set jagten som et levn af en ældgammel indoeuropæisk krigerkultur, hvor unge mænd som led i initiationen som kriger blev besjælet med dyreånder, især ulve. Den skulle karakterisere deres egenskaber som krigere. Den amerikanske religionsforsker Kris Kershaw har i den sammenhæng vist, at rituel opførelse af scenerier, der minder om den vilde jagt, var kult, der var udbredt i mange keltiske og germanske folkeslag. Fx malede krigerne i den germanske harii-stamme sig sorte for at være usynlige, når de angreb deres fjender i mørket. Og blandt herulerne var der ekstatiske ulvekrigere, der havde viet sig til Wodan/Odin. I nordiske folklore var den før-kristne gud Odin, der red over himlen på sin ottebenede hest, Sleipnir, sat i forbindelse med jagten. Sandsynligvis pga. hans forbindelse til den særlige krigertype, bersærker. I Sverige kaldte man fænomenet Odensjakten.

## Middelalderen
De middelalderlige legender om den vilde jagt stammer hovedsageligt fra vore dages Tyskland, men de kendes også fra andre lande. Orderic Vitalis beretter om et tilfælde fra januar 1091, hvor Harlekins flok (familia Herlechini) blev set.  Fra 12. århundrede kender vi beretninger fra England: Peterboroughkrøniken fortæller, at den vilde jagt viste sig, da en uduelig abbed skulle indsættes som leder af klostret i 1132. Jægerne blev i dette tilfælde beskrevet som sorte, enorme og frygtelige: det samme var deres hunde. De red på sorte heste og sorte geder.
Lederen af jagten var kendt under mange navne, de almindeligste var Wodan (Odin), Berchtold (Berchta) og Holda, andre kunne være Knecht (= Ridder) Ruprecht, Selga og Perchta. Han optrådte som et skelet, der enten var blåt eller som udsendte et sælsomt blåligt lys. Nogle steder var det historiske personer, der ledede jagten, fx Sankt Guthlac (683–714) og Hereward (d. 1070). På de britiske øer var der store lokale variationer i forestillingerne om den vilde jagt. Mange steder havde lederen sin oprindelse i den keltiske mytologi og sagnverden; fx Gwydion, Gwynn ap Nudd, kong Arthur og Nuada. Aandre steder fra den angelsaksiske sagnkreds; fx kong Herla og Woden, eller kristendommens djævel. Det var primært, når jagten blev beskrevet af gejstlige, at fremstillingen af dens deltagere fik et diabolsk skær, mens de i tekster skrevet til et verdsligt publikum kunne være repræsentanter fra en overnaturlig åndeverden, dvs. uden for det gængse kristne verdensbillede.

## Legender fra nyere tid
Den vilde jagt er også kendt i folkloren fra nyere tid i Tyskland, Irland, Storbritannien, Danmark og Sverige, samt i mindre grad i Norge. Harlekin, der bl.a. kendes fra pantomimeteatret, var oprindeligt en fast figur i franske passionsspil og en videreudvikling af Hellequin, djævelens sorthovedede udsending, som jagede de fordømtes sjæle til helvede. Den rød- og sortfarvede maske, som Harlekin traditionelt bærer, er sandsynligvis et levn fra den gamle legende.  Igennem historien er myten om den vilde jagt også tilpasset senere tiders overnaturlige væsner og folkelige helte, blandt dem den britiske sagnkonge kong Arthur og Francis Drake i Dartmoor. I nogle egne af England fortælles det, at jagten består af helvedeshunde, der jager syndere og udøbte, dvs. udelukkede fra det kristne samfund.
Ifølge Peter Christen Asbjørnsen beskrev man oskoreia sådan i Sogn og Fjordane: "...i Spidsen rider Nøkken paa sin sorte Hest, efter ham kommer gamle Lensmanden paa Dalsøren, en stor fæl Mand med Bjørneskindshue pas, bekjendt af sine slette Gjerninger i Livet og af alt det Spøgeri, som huserede, medens han laa Lig og blev begravet."

## Ledere af den Vilde jagt
- Danmark: Almindeligvis en enlig rytter, der jager med sine hunde. Valdemar Atterdag (Kong Volmer) eller Wojens Jæger (sandsynligvis Odin) optræder i mange sagn, men mange steder har man haft en lokal tradition om jægerens identitet; fx Fynshovedmanden.[18]
- England: Wild Edric, en saksisk oprører;[19] Kong Arthur; Herne the Hunter; Herla, en britisk sagnkonge, der havde opholdt sig for længe ved et elverbryllup, så flere århundreder var passeret, da han vendte tilbage;[20] St. Guthlac; Old Nick; Woden [21] [22] [23] [24]; Jan Tregeagle, en sagfører fra Cornwall, der undslap fra helvede, men som nu forfølges af djævelens hunde; I Dartmoor, Dewer, Old Crockern eller Francis Drake.
- Sverige: Oden (Odensjakten).
- Norge: Trolde og genfærd, samt heksen Guro Rysserova eller Tostein Langbein (Oskoreia og Åsgårdsreia). Nøkken er også nævnt. [17]
- Frankrig: Karl den Store og Roland, hans fanebærer.
- Tyskland: Wodan, Berchtold, Didrik af Bern, Holda, Perchta, Wildes Gjait.
- Bretagne: Kong Arthur.[25]
- Katalonien: Comte (grev) Arnau, en sagnhelt fra Ripollès, der pga. sin griskhed og grusomhed er dømt til at hjemsøge jorden til evig tid, mens hans legeme fortæres af flammer. Arnau optræder i flere traditionelle catalanske ballader. [26]
- Guernsey: Herodias sammen med havets hekse.[27]
- Irland: Fionn mac Cumhaill og Fianna; Manannan (the Fairy Cavalcade).
- Nederlandene: Wodan, en jæger sammen med sine hunde, fx Gait met de hunties/hondjes (Gait med sine hunde), eller Derk og Henske/Hänske, het Glujende peerd (den glødende hest) eller Ronnekemère.
- Wales: Arawn eller Gwyn ap Nudd, den walisiske underverdensgud.

## Moderne Referencer
- Computerspillene The Witcher: Den vilde jagt finder sted i og har lagt navn til undertitlen på The Witcher 3: Wild Hunt
- Den vilde jagt er temaet i sæson 6 i den amerikanske tv serie Teen Wolf

## Eksterne link
- Soge frå www.heimskringla.no (norsk)
- Ari Berk and William Spytma, "Penance, Power, and Pursuit: On the Trail of the Wild Hunt" Arkiveret 12. februar 2005 hos  Wayback Machine (engelsk)
- Sluagh Sidhe "Wild Hunt traditions in Ireland" Arkiveret 14. februar 2020 hos  Wayback Machine (engelsk)
- Liam Rogers, "The Wild Hunt" Arkiveret 11. december 2008 hos  Wayback Machine 1999 (engelsk)
- Kveldulf Hagen Gundarsson, "The Folklore of the Wild Hunt and the furious host" Arkiveret 18. maj 2008 hos  Wayback Machine 1992 (engelsk)